# Western Interior Seaway

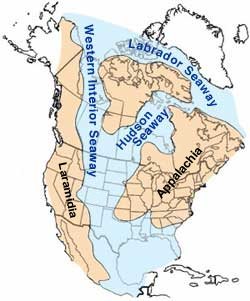
Der Western Interior Seaway während der mittleren Kreide vor etwa 100 Millionen Jahren

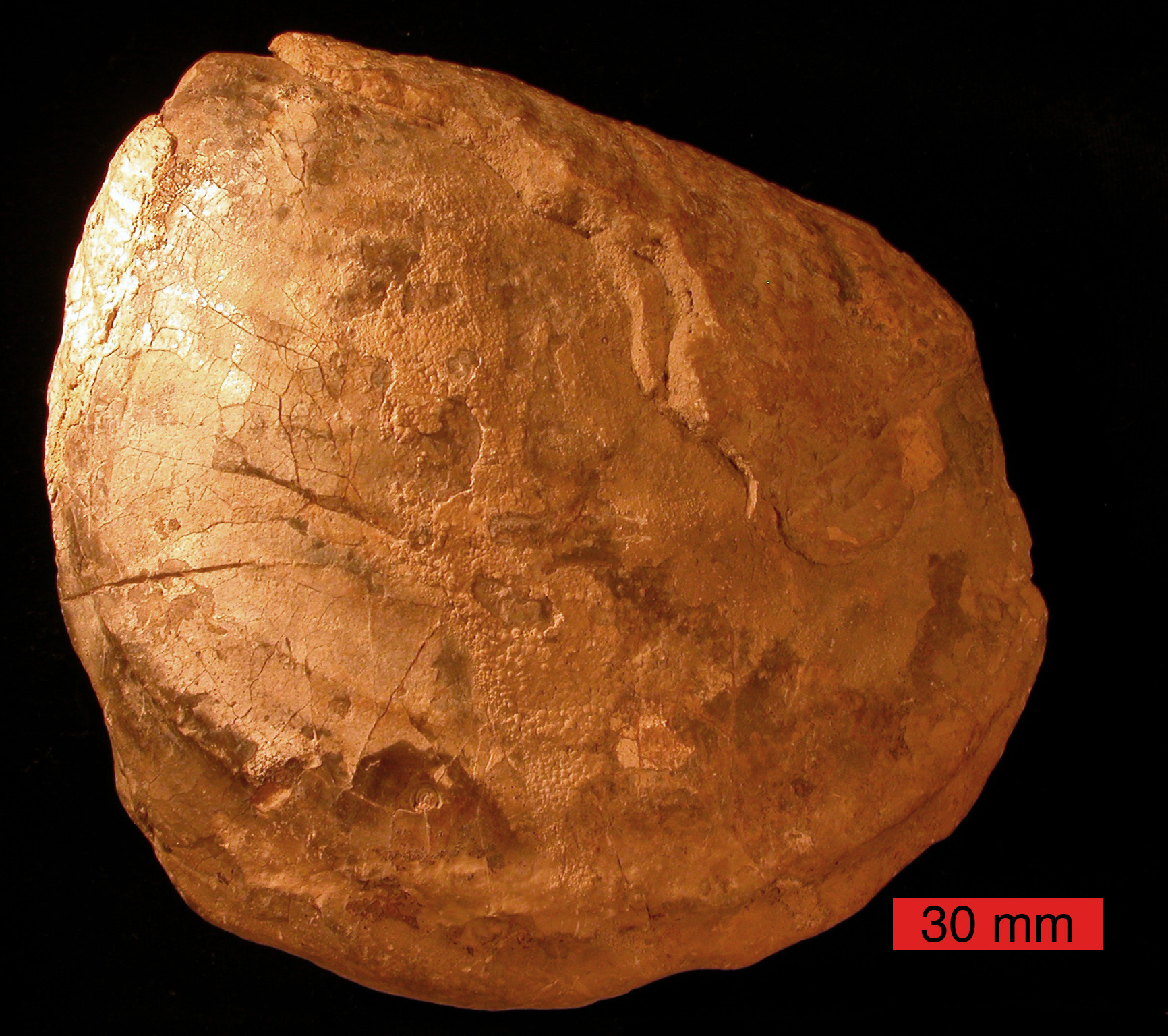
Inoceramus

Der Western Interior Seaway, auch Cretaceous Interior Seaway, war ein ausgedehntes epikontinentales Flachmeer in der mittleren und späten Kreidezeit, das als breiter Meeresarm den nordamerikanischen Kontinent von Norden nach Süden durchzog.

## Historische Geologie
Der Western Interior Seaway entstand, als die Farallon-Platte und die nordamerikanische Kontinentalplatte kollidierten und es im westlichen Nordamerika zur Entstehung der Rocky Mountains kam. Da der Meeresspiegel während der Kreidezeit weltweit hoch war, strömte Wasser von Norden aus dem Arktischen Ozean und vom Süden aus dem Golf von Mexiko in das zentrale Tiefland und formte ein Flachmeer, das sich während der Kreidezeit mehrmals vergrößerte (Transgression) und wieder zurückzog (Regression).
Die früheste Phase des Seaways begann kurz vor dem Ende der frühen Kreidezeit, als sich ein südlicher Ausläufer des Arktischen Ozeans über das westliche Nordamerika ausbreitete. Er wird Mowry Sea genannt, nach einer charakteristischen Gesteinsformation, die reich an Ölschiefer ist. Im Süden erstreckte sich der Golf von Mexiko, damals ein Teil des Tethysozeans, der sich in der mittleren Kreide mit der Mowry Sea verband und den vollständigen Seaway bildete.
An seiner größten Ausdehnung erstreckte sich der Western Interior Seaway von den Rocky Mountains im Westen bis zu den Appalachen im Osten und war ca. 1000 Kilometer breit. Seine größte Tiefe betrug etwa 800 bis 900 Meter, gering im Vergleich zu anderen Meeren. Die Flüsse zweier großer kontinentaler Wasserscheiden mündeten in ihn von Osten und von Westen und lagerten feinkörniges Sediment (Schluff) in ausgedehnten Flussdeltas entlang der flachen Küsten ab. Es gab nur eine geringe Sedimentbildung an den östlichen Ufern des Meeres, das westliche Ufer jedoch bestand aus mächtigen Sedimentpaketen, die während der Sevier-Gebirgsbildung nach Osten abgetragen wurden. Der Küstenverlauf am westlichen Ufer war deshalb in hohem Maße veränderlich, abhängig von Veränderungen des Meeresspiegels und des Sedimenteintrags.
Weitverbreitete Carbonatablagerungen lassen auf ein warmes, tropisches Klima schließen, in dem sich Massenvorkommen von Kalk bildenden Algen entwickelten. Rudy Slingerland von der Penn State University berechnete mit Hilfe eines Computermodells, dass die Strömung im Western Interior Seaway gegen den Uhrzeigersinn verlief, wobei kühleres Wasser südwärts entlang der östlichen Küsten im heutigen Wyoming und Colorado floss.
Am Ende der Kreidezeit kam es zur Laramischen Gebirgsbildung, und in tiefer liegenden Becken wurden Sandstein und Schiefer abgelagert. Der Western Interior Seaway teilte sich und zog sich südwärts zum Golf von Mexiko zurück. Diese schrumpfende, regressive Phase des Western Interior Seaway wird Pierre Seaway genannt.
Während des frühen Paläozäns überschwemmten Teile des westlichen Interior Seaway den Unterlauf des Mississippi bis zum heutigen Memphis.

## Das Leben im Meer

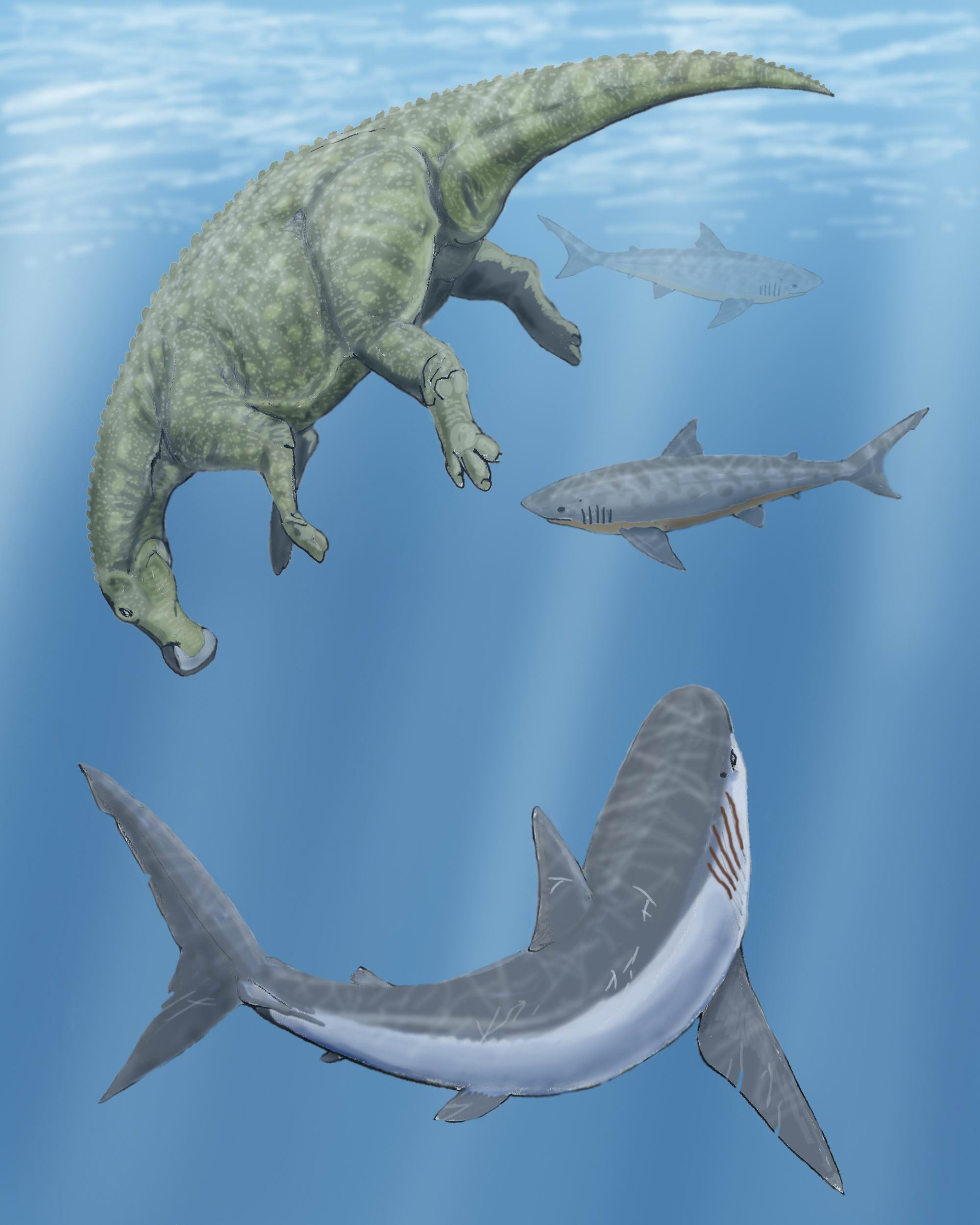
Lebensbild als künstlerische Rekonstruktion: Ein Kadaver des hadrosauriden Dinosauriers Claosaurus treibt im Interior Seaway im heutigen Kansas. Ein Cretoxyrhina und zwei Squalicorax sind auf das Aas aufmerksam geworden.

Zahlreiche fossile Zeugnisse dokumentieren das vergangene Leben im Western Interior Seaway. Im Meer lebten räuberische Reptilien, darunter die größten Tiere der kreidezeitlichen Meere: Mosasaurier, die bis zu 18 Meter lang wurden, sowie Ichthyo- und Plesiosaurier. Auch Haie kamen vor, beispielsweise Squalicorax, ferner Knochenfische wie Pachyrhizodus, Enchodus und Xiphactinus. Es gab Weichtiere, darunter Ammoniten und die kalmarartige Belemniten. Auch einzelliges Plankton hat sich fossil erhalten, darunter Foraminiferen, Radiolarien sowie die Coccolithophorales, eine Ordnung der Kalkalgen. Die Kalkalgen hinterließen nach ihrem Absterben winzige scheibenförmige Kalkplättchen, die Coccolithen, welche in Massen zu Boden sanken und im Laufe geologischer Zeiträume jene mächtigen Kreideablagerungen schufen, der die Kreidezeit ihren Namen verdankt.
Der Western Interior Seaway war auch die Heimat früher Vögel, darunter der flugunfähige Hesperornis und der seeschwalbenähnliche Ichthyornis. Beide hatten mit Zähnen besetzte Schnäbel.